# Sedum ebracteatum
Sedum ebracteatum är en fetbladsväxtart. Sedum ebracteatum ingår i Fetknoppssläktet som ingår i familjen fetbladsväxter.

## Underarter
Arten delas in i följande underarter:
- S. e. ebracteatum
- S. e. grandifolium